# Alconeura dodonana
Alconeura dodonana är en insektsart som beskrevs av Beamer 1934. Alconeura dodonana ingår i släktet Alconeura och familjen dvärgstritar.
Artens utbredningsområde är Arizona. Inga underarter finns listade i Catalogue of Life.